# XL Galan 2011
XL Galan 2011 – halowy mityng lekkoatletyczny, który odbył się 22 lutego w stolicy Szwecji – Sztokholmie. 

## Rezultaty
| NR – rekord kraju \| WL – najlepszy tegoroczny wynik na listach światowych |

### Mężczyźni
| Konkurencja               | 1. miejsce       | 1. miejsce | 2. miejsce        | 2. miejsce | 3. miejsce       | 3. miejsce |
| ------------------------- | ---------------- | ---------- | ----------------- | ---------- | ---------------- | ---------- |
| Bieg na 400 m             | Johan Wissman    | 47,41      | Clemens Zeller    | 47,57      | Jamaal Torrance  | 47,58      |
| Bieg na 800 m             | Richard Kiplagat | 1:46,28    | Boaz Lalang       | 1:46,37    | Jackson Kivuna   | 1:46,38    |
| Bieg na 1000 m            | Abubaker Kaki    | 2:17,55 WL | Augustine Choge   | 2:18,91    | Bethwel Birgen   | 2:19,03    |
| Bieg na 60 m przez płotki | Petr Svoboda     | 7,55       | David Payne       | 7,58       | Jeff Porter      | 7,59       |
| Skok w dal                | Michel Tornéus   | 8,13       | Wilfredo Martínez | 8,07       | Ignisious Gaisah | 8,00       |
| Trójskok                  | Phillips Idowu   | 17,48      | Marian Oprea      | 17,37      | Alexis Copello   | 17,22      |

### Kobiety
| Konkurencja    | 1. miejsce           | 1. miejsce | 2. miejsce                | 2. miejsce  | 3. miejsce             | 3. miejsce |
| -------------- | -------------------- | ---------- | ------------------------- | ----------- | ---------------------- | ---------- |
| Bieg na 60 m   | Ruddy Zang Milama    | 7,20       | Gloria Asumnu             | 7,25        | Inna Eftimowa          | 7,34       |
| Bieg na 400 m  | Denisa Rosolová      | 52,64      | Antonina Kriwoszapka      | 52,65       | Novlene Williams-Mills | 52,91      |
| Bieg na 1500 m | Abeba Arigawi        | 4:01,47 WL | Kalkedan Gezahegn         | 4:03,83     | Irene Jelagat          | 4:05,17 NR |
| Bieg na 3000 m | Meseret Defar        | 8:36,91    | Shalane Flanagan          | 8:39,18     | Lidia Chojecka         | 8:44,25    |
| Skok wzwyż     | Maria Kuczina        | 1,93       | Grete Udras Ebba Jungmark | 1,90        |                        |            |
| Skok o tyczce  | Swietłana Fieofanowa | 4,68       | Angelica Bengtsson        | 4,63 WJR NR | Fabiana Murer          | 4,53       |